# لانرهايدلاد (أنغلزي)
لانرهايدلاد (بالإنجليزية: Llanrhyddlad)‏ هي قرية تقع في المملكة المتحدة في ويلز.